# Black Butte
Black Butte, anteriorment Wintoon Butte, Cone Mountain, Sugar Loaf i Muir's Peak, és un grup de doms de lava de dacita superposades en una butte, un con satèl·lit del mont Shasta. Es troba al costat de la milla 742 dels carrils en direcció nord de l'Interstate 5, entre les ciutats de Mount Shasta i Weed, a Califòrnia i el seu cim s'eleva fins als 1.931 msnm. Els doms de lava van sorgir al peu del con de Shastina després del període de les seves principals erupcions fa uns 9.000-10.000 anys.
Una torre de vigilància d'incendis del Servei Forestal dels Estats Units fou construïda al cim a principis de la dècada de 1930, però va ser destruïda durant la tempesta Columbus Day de 1962. L'any 1963 es va construir un nou mirador i va funcionar fins al 1973. L'edifici es va traslladar en helicòpter a una nova ubicació l'any 1975 i avui només en queden els fonaments de formigó. Un sender de 4 km de llargada condueix al cim. El cim té una vista excepcional, arribant a veure's cims situats a més de 100 km, tant al nord com a sud.